# Astragalus fissuralis
Astragalus fissuralis es una especie de planta del género Astragalus, de la familia de las leguminosas, orden Fabales.

## Distribución
Astragalus fissuralis se distribuye por Cáucaso.

## Taxonomía
Fue descrita científicamente por Alex. Fue publicada en Vestn. Tiflissk. Bot. Sada 6: 49 (1905).